# Epigynum griffithianum
Epigynum griffithianum är en oleanderväxtart som beskrevs av Robert Wight. Epigynum griffithianum ingår i släktet Epigynum och familjen oleanderväxter. Inga underarter finns listade i Catalogue of Life.